# Pruhozubí
Pruhozubí (Taeniodonta) jsou vyhynulý řád savců, známý zejména z paleocénu a eocénu Severní Ameriky.

## Systematika
Pruhozubí byli podle některých starších interpretací pokládáni za příbuzné chudozubých savců (Xenarthra), neboť vykazovali jisté povrchní podobnosti s pozemními lenochody. Jde však o samostatnou archaickou skupinu savců, jež se rozrůznila na začátku terciéru po vymírání K-T. Pravděpodobně nesprávná zůstává interpretace, jež pruhozubé dávala do příbuzenstva prakopytníků („Condylarthra“). Skupina byla možná spřízněna spíše s méně odvozenými hmyzožravými taxony, jako jsou Cimolesta (zvažovány byly např. afinity s polovodní čeledí Pantolestidae).
Pruhozubí se tradičně dělí na dvě čeledi, Conoryctidae (vč. rodů Onychodectes, Conoryctes, Conoryctella a Huerfanodon) a odvozenější Stylinodontidae (vč. rodů Wortmania, Psittacotherium, Ectoganus a Stylinodon). Čeleď Conoryctidae je parafyletická. Stratigrafický výskyt pruhozubých sahá zejména od spodního paleocénu až po střední eocén Severní Ameriky, sporná zůstává interpretace možných evropských rodů. Popis rodu Schowalteria posouvá stratigrafický výskyt pruhozubých až do pozdní křídy.

## Charakteristika

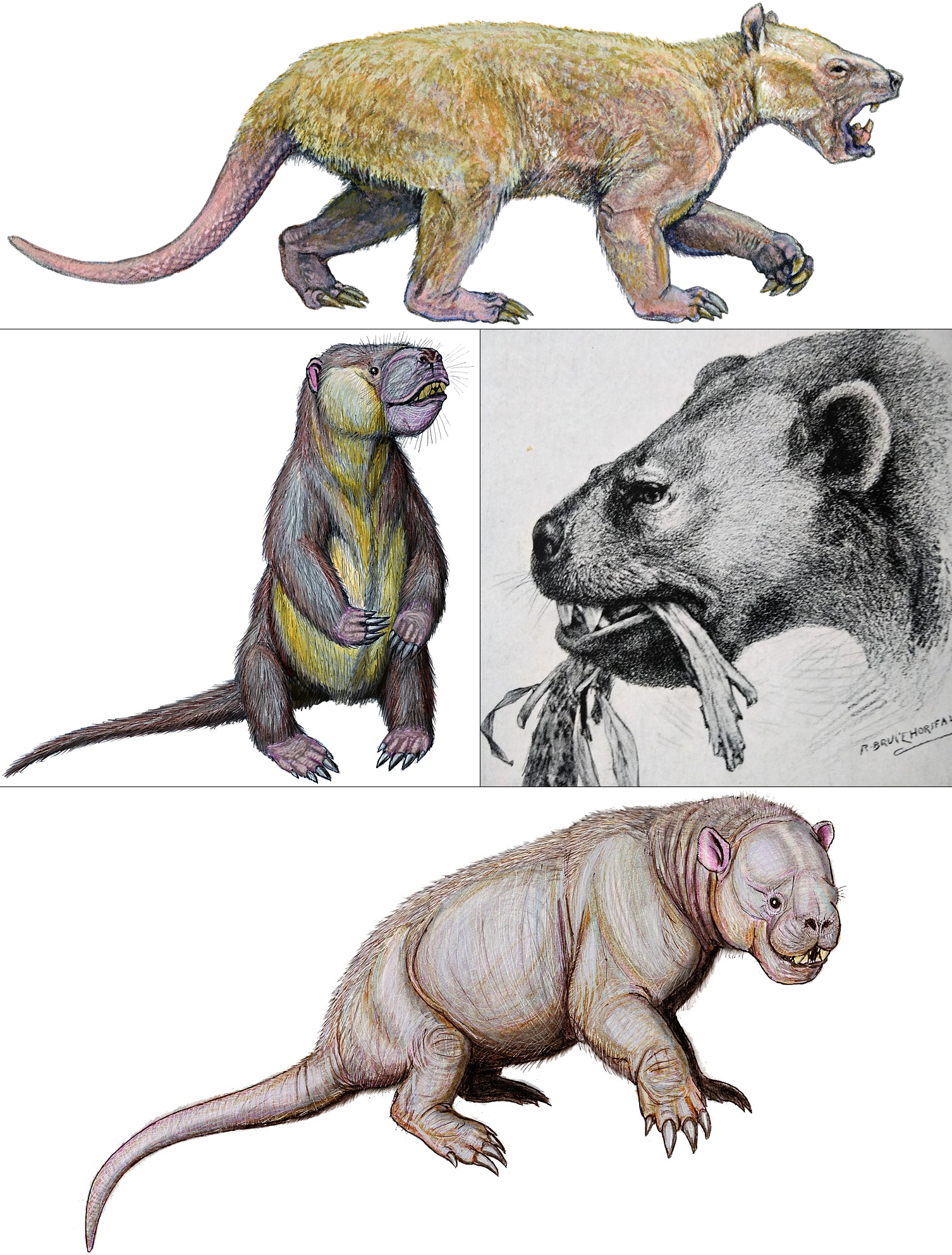
Rekonstrukce rodů Wortmania, Psittacotherium, Ectoganus a Stylinodon

Pruhozubí byli všežraví savci dosahující velikosti od 5 kg do více než 100 kg. Primitivní rody byly spíše menší a zobecněné stavby těla, rod Onychodectes mohl zastávat podobný styl života jako současné vačice virginské a zřejmě byl schopen šplhat po stromech. V rámci této skupiny lze však vysledovat několik zřejmých evolučních trendů, pozorovaných zejména u odvozenější čeledi Stylinodontidae, byť do určité míry paralelně rovněž u čeledi Conoryctidae. Souvisely zřejmě s postupující specializací na herbivorii. Lebka a čelisti taeniodontů se postupem času stávaly kratšími a širšími, s výraznějším sagitálním hřebenem. Tělo bylo čím dál tím více robustnější a rovněž končetiny z původně lehké konstituce čím dál tím více mohutněly a stávaly se neohrabanějšími. Velké a zakřivené drápy mohly sloužit k hrabání v zemi, alternativní pohled vidí jejich účel k přitahování větví a lián směrem k ústům.
Výrazné trendy se objevují taktéž v rámci zubní morfologie. Rod Onychodectes se vyznačuje středně velkými špičáky a bunodontními stoličkami s vysokou korunkou. Odvozenější pruhozubí, zejména rod Stylinodon, měly značně zvětšené špičáky a horní řezáky, přičemž sklovina pokrývala pouze přední zubní plochu. Řezáky vykazují trend redukce co do svého počtu. Stoličky byly ve své nejodvozenější podobě kolíkovité, sklovina doznala redukce a pokrývala zuby jenom v pruzích, což pruhozubým vyneslo i jméno. Zuby získaly schopnost neukončeného růstu, v případě stylinodona celá jeho dentice. Předpokládá se, že neukončený růst zubů představuje adaptaci na stále více abrazivní typ potravy a možná i blíže nespecifikované neobvyklé chování při jejím vyhledávání.